# 利奥·芬德
利奥·芬德（英語：Leo Fender，全名克拉伦斯·利奥尼达斯·芬德；1909年8月10日—1991年3月21日）是美国发明家。他于1946年创建了芬達電子樂器生產公司，1965年將公司賣給CBS（直至1985年買回成為現時獨立的「芬達樂器公司」），翌年芬達因對CBS的管理層感到不滿而從公司離職，後來又成立了另外兩家樂器公司，分別是1974年创建的Music Man和1979年创建的G&L Musical Instruments。
芬德出生在美国加利福尼亚州。在青年时期，他对电子学非常感兴趣。
芬德晚年飽受帕金森氏症困擾，於1991年3月21日因感染併發症逝世，享年81歲。
1992年，他入选摇滚名人堂。成为一个没有使用乐器却入选名人堂的人物。